# Was ist in der Box?
Was ist in der Box? – Das Comedy-Quiz ist eine im August 2024 mit 8 Folgen in einer Staffel vorproduzierte Quizsendung, die ab dem 14. September 2024 auf dem privaten Fernsehsender Sat.1 wöchentlich ausgestrahlt werden sollte. Moderator der Sendung ist Luke Mockridge. Ziel des vierköpfigen Ratepanels ist es, einen unbekannten Inhalt einer Box zu erraten. Noch vor erstmaliger Ausstrahlung der Quizsendung wurde diese von Sat.1 vorerst eingestellt, da sich Mockridge in einem Podcast anstößig über Behindertensportler geäußert hatte.

## Geschichte
Was ist in der Box? sollte erstmals im September 2024 donnerstags ab 23 Uhr auf Sat.1 gesendet werden. Die erste Staffel besteht aus acht Folgen à 60 Minuten.
An der inhaltlichen Entwicklung des Formats wirkte Mockridge selbst mit. Es ist seine erste Tätigkeit als Moderator, seitdem er sich 2021 nach Vorwürfen sexualisierter Gewalt vorerst aus der Öffentlichkeit zurückzog.
Nach Kritik aufgrund von Mockridges Äußerungen im Podcast Die Deutschen über Behindertensportler bei den Sommer-Paralympics 2024 sagte Sat.1 am 8. September 2024 den geplanten Start der Show vorerst ab.

## Spielablauf
In der Sendung treten vier prominente Gäste in einem Ratepanel gemeinsam an, um den unbekannten Inhalt der Box zu entschlüsseln. Dabei sind Meltem Kaptan und Martin Klempnow in jeder Sendung Teil des Panels, werden jedoch von wechselnden Gästen unterstützt.
Nachdem die Gäste zu Beginn der Sendung kurz vorgestellt werden, bewegt sich die erste Box entlang eines Rollbandes in Richtung des Panels. Mockridge gibt den Gästen Hinweise, die sie auf die richtige Fährte locken sollen, bspw. in Form von fiktiven Tagebucheinträgen, improvisierten Liedern oder Einbezug des Publikums vor Ort.
Die Zuschauer im Publikum sind dabei stets über den Inhalt der Boxen informiert und werden von Mockridge teilweise bei der Hinweisgebung miteinbezogen. Die Zuschauer zu Hause wissen allerdings ebenso wie das Ratepanel nicht, was sich in der Box befindet. Der Inhalt der Box beschränkt sich dabei nicht auf Gegenstände. Es können auch historische Ereignisse oder berühmte Personen gesucht werden.
Hat das Panel zu lange vergeblich geraten oder aber den korrekten Begriff genannt, öffnet Mockridge die Box, um das Rätsel aufzulösen. Im Anschluss wird die Box entlang des Rollbandes von der Bildfläche entfernt und die nächste Box fährt vor.
Für Zuschauer besteht die Möglichkeit, durch Einreichen eines eigenen Rätsels 500 Euro gewinnen zu können, sofern dieses nicht vom Ratepanel gelöst wird.

## Produktion
Die erste Staffel der Quizsendung wurde von Constantin Entertainment produziert. Die Aufzeichnungen fanden vom 20. bis 22. August 2024 in den MMC Studios in Köln-Ossendorf statt. Am ersten Aufzeichnungstag wurden zwei, an den beiden anderen Tagen jeweils drei Ausgaben aufgezeichnet.